# Dmitrij Fiediczkin (funkcjonariusz KGB)
Dmitrij Gieorgijewicz Fiediczkin, ros. Дмитрий Георгиевич Федичкин (ur. 20 października?/2 listopada 1902 we wsi Marliejewo w okręgu moskiewskim, zm. 28 października 1991 w Moskwie) – radziecki funkcjonariusz służb specjalnych.

## Życiorys
Jego rodzina przeniosła się na Daleki Wschód, gdzie D. G. Fiediczkin ukończył szkołę cerkiewną, a następnie seminarium nauczycielskie. W rodzinnej wsi założył komórkę bolszewicką. W 1919 r. został aresztowany pod zarzutem odmowy wstąpienia do wojsk Białych. Po zajęciu Dalekiego Wschodu przez wojska japońskie prowadził konspiracyjną działalność bolszewicką. Do maja 1921 r. szkolił się w szkole partyjnej we Władywostoku, zaś po przejęciu władzy przez Białych w mieście, zgodnie z poleceniem miejscowych struktur Rosyjskiej Partii Komunistycznej (bolszewików) przybył do wsi Anuczino, gdzie znajdował się centralny sztab partyzanckich oddziałów bolszewickich. Wkrótce został komisarzem oddziałów partyzanckich na Dalekim Wschodzie. Na tyłach wojsk Białych kierował siecią agenturalną. Pod koniec 1921 r. został schwytany, po czym osadzono go w obozie. Po ucieczce powrócił do dawnej działalności. W październiku 1922 r. wstąpił do OGPU. Początkowo był pełnomocnikiem operacyjnym oddziału kontrwywiadowczego OGPU na Dalekim Wschodzie. Dwukrotnie wysyłano go w tajnych misjach wywiadowczych do Mandżurii. W latach 1925–1926 pełnił tam funkcję rezydenta OGPU pod przykrywką dyplomatyczną. Doszedł do funkcji zastępcy szefa oddziału kontrwywiadowczego OGPU. W lutym 1930 r. ponownie został rezydentem OGPU w Harbinie. Jednakże wkrótce rozpoznany przez jednego z chińskich generałów jako radziecki oficer zmuszony był powrócić do ZSRR. Od początku 1931 r. pełnił funkcję wykładowcy w centralnej szkole OGPU w Moskwie. W lutym 1932 r. został rezydentem OGPU w Tallinnie pod przykrywką urzędnika poselstwa politycznego Związku Radzieckiego. Po powrocie do ZSRR w październiku 1933 r., pełnił funkcję zastępcy szefa 5 Wydziału OGPU. Od lipca 1934 r. był zastępcą szefa 5 Wydziału Głównego Zarządu Bezpieczeństwa Państwowego. We wrześniu tego roku skierowano go do Warszawy w charakterze zastępcy rezydenta pod przykrywką naczelnika wydziału konsularnego poselstwa ZSRR. W czerwcu 1936 r. został aresztowany przez polski kontrwywiad. W tym samym roku wymieniono go na polskiego szpiega. Od lipca tego roku był zastępcą szefa Wydziału Zagranicznego Głównego Zarządu Bezpieczeństwa Państwowego. W styczniu 1937 r. objął funkcję zastępcy rezydenta, zaś w styczniu 1938 r. w stopniu kapitana bezpieczeństwa państwowego rezydenta we Włoszech pod przykrywką naczelnika wydziału konsularnego poselstwa ZSRR. Od lipca 1940 r. służył w zarządzie kontrwywiadowczym NKWD. Na początku 1942 r. został zastępcą szefa 1 oddziału, zaś w maju 1943 r. szefem 8 oddziału IV Zarządu NKWD, zajmując się organizacją wywiadowczo-dywersyjnych działań na tyłach wojsk niemieckich. W listopadzie tego roku w stopniu podpułkownika bezpieczeństwa państwowego został rezydentem w Bułgarii pod przykrywką urzędnika misji ZSRR. W 1944 r. powrócił do Moskwy, gdzie służył w centrali wywiadu. Od 1945 r. był rezydentem NKGB-MGB w Rumunii. W październiku 1947 r. został zastępcą szefa II Zarządu Komitetu Informacji przy Radzie Ministrów ZSRR. W lipcu 1951 r. skierowano go do Włoch jako rezydenta MGB pod przykrywką urzędnika ambasady Związku Radzieckiego. W lutym 1955 r. przeszedł do rezerwy Pierwszego Zarządu Głównego Komitetu Bezpieczeństwa Państwowego. Od 1959 r. pełnił funkcję wykładowcy katedry specdyscyplin instytutu czerwonego sztandaru Pierwszego Zarządu Głównego Komitetu Bezpieczeństwa Państwowego. Otrzymał stopień pułkownika bezpieczeństwa państwowego.